# Вирга (река)
Ви́рга (латыш. Virga, Elka, Priekules upe) — река в Латвии. Течёт по территории Южно-Курземского края. Левый приток нижнего течения Вартаи.
Длина реки составляет 29 км. Площадь водосборного бассейна равняется 142 км² (по другим данным — 126 км²). Объём годового стока — 0,051 км³. Уклон — 4,6 м/км, падение — 134 м.
В нижнем течении на реке устроено водохранилище Прушу.
Крупнейший приток — Мелнупе, длиной 16 км.